# Baby, It's OK
«Baby, It's OK» es una canción grabada por el grupo alemán Follow Your Instinct con la colaboración de la cantante rumana Alexandra Stan para su álbum de estudio debut, Animal Kingdom (2015). Fue lanzada en formato digital y físico el 16 de agosto de 2013 a través de Epic Records, Sony Music y Cat Music en Alemania y Rumania. La pista fue escrita por Harry Wayne Casey, Davon Dixon, Patrick Greska, Addis Mussa, Manuela Necker, Andrei Nemirschi, Prodan, David Ritter, Marcian Alin Soare y Rainer Wetenkamp, mientras que la producción fue manejada por Greska, Mussa, Ritter y Wetenkamp. Musicalmente, «Baby, It's OK» es una canción dance que incorpora elementos del tema de KC and the Sunshine Band «Give It Up» (1983).
Aunque fue bien recibida por los críticos de música por su ritmo «pegadizo» y «antémico», la canción experimentó éxito moderado en Europa; alcanzó la posición número 17 en Alemania y el top 50 en Austria y Suiza. «Baby, It's OK» fue promovida por un video musical filmado en Marabella, España, que muestra al grupo y Stan interpretando la pista frente a una piscina. Para una mayor promoción, Follow Your Instinct hizo varias apariciones para la televisión

## Antecedentes y composición
Durante una entrevista, la banda confesó que trabajó con Stan durante mucho tiempo, y que la colaboración sucedió luego de que una maqueta de «Baby, It's OK» fue enviada al equipo de Stan, a lo que la cantante aceptó la oferta. La grabación tomó lugar luego del altercado de Stan en junio de 2013 con su mánager, Marcel Prodan.
«Baby, It's OK» fue escrita por Harry Wayne Casey, Davon Dixon, Patrick Greska, Addis Mussa, Manuela Necker, Andrei Nemirschi, Prodan, David Ritter, Marcian Alin Soare y Rainer Wetenkamp, mientras que la producción fue manejada por Greska, Mussa, Ritter and Wetenkamp. Stan fue la artista invitada y proporcionó sus vocales junto con los miembros de la banda Viper y Lionezz. La canción fue incluida en el álbum de estudio debut del grupo, Animal Kingdom (2015), así como en la edición japonesa del tercer álbum de Stan, Alesta (2016). «Baby, It's OK» es una pista dance, que incorpora elementos de «Give It Up» de la banda estadounidense KC and the Sunshine Band. La revista alemana Klatsch-Tratsch señaló que la canción incluye «melodías anémicas, ritmos crujientes», y describió a Stan como una «princesa de pop».

## Recepción
Tras su lanzamiento, la canción ha recibido reseñas positivas por parte de los críticos de música. El periódico rumano Libertatea elogió el coro de «Baby, It's OK» por ser «optimista», y describió su ritmo como «explosivo». Jonathan Currinn, quien escribió para su propio sitio web, dijo que la pista podría convertirse en un éxito, aunque afirmó que las letras «no son exactamente fuertes y el solo de Viper en la canción no aporta nada. Él tiene una voz única, pero no es algo impactante, no es un gran cantante, pero puedo notar cómo su voz cambia la pista». El portal alemán Mix1 le otorgó a «Baby, It's OK» siete estrellas de ocho cuando informó sobre su lanzamiento.

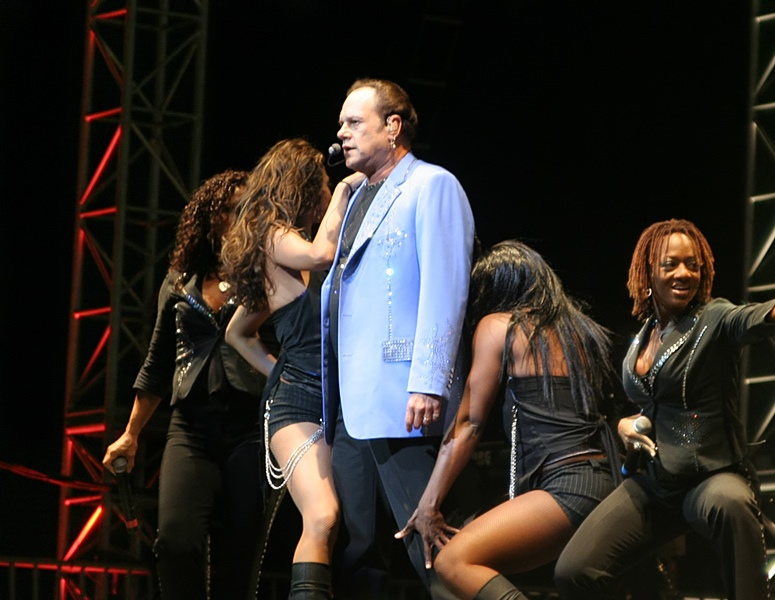
La canción incorpora elementos de «Give It Up» (1983) de la banda estadounidense KC and the Sunshine Band (en la imagen).

Comercialmente, «Baby, It's OK» fue un éxito moderado en los territorios europeos. En la lista Ö3 Austria Top 40 de Austria, la pista debutó en el puesto número 31 en la semana del 30 de agosto de 2013, descendiendo ocho posiciones en su siguiente edición. Pasó un total de cinco semanas en el ranking hasta septiembre de 2013, cuando alcanzó el número 64. «Baby, It's OK» logró su punto máximo en el número 17 en Alemania, permaneciendo dentro del top 100 por seis semanas. De manera adicional, la canción ingresó en la lista Swiss Hitparade de Suiza en el número 44 el 1 de septiembre de 2013, descendiendo al número 68 antes de abandonar el ranking.

## Promoción
Un video musical «veraniego» para «Baby, It's OK» fue filmado en Marabella, España y subido a YouTube el 16 de agosto de 2013. Con respecto al rodaje, Stan comentó durante una entrevista que «fue muy divertido [...], todo el equipo fue tremendamente profesional». El video empieza con una mujer caminando cerca de una piscina por la mañana, seguido por la aparición de los miembros de la banda actuando frente a unas chicas con bikinis y Stan acostada sobre una cama. En el resto del videoclip, interpretan la pista cerca de la piscina o la orilla del mar, y eventualmente ingresan en una fiesta nocturna.
Currinn le dio una reseña variada al video escribiendo, «Este es un videoclip típico que hemos visto una y otra vez, solo que tiene escenas extra que nunca esperas ver en este tipo de videos, así que no es tan malo». Continuó elogiando las secuencias de baile, comentando que las bailarinas eran «profesionales», y aplaudió la aparición de Stan y Lionezz. Mientras que la revista Klatsch-Tratsch lo vio como un «videoclip playero y pegadizo», el sitio web francés Pure Charts lo llamó «refrescante y sexy».
Follow Your Instinct presentó la canción en el programa alemán ZDF Fernsehgarten el 5 de mayo de 2013. La banda también apareció en los shows de televisión rumanos Draga mea prietena y Digi 24. «Baby, It's OK» fue incluida en la compilación de Bravo de 2013 «Bravo Black Hits Vol. 29"» y en el recopilado de Club Sounds titulado «Club Sounds Vol. 67» lanzado ese mismo año. Una versión de la pista remezclada por los disc jockeys alemanes Bodybangers fue incluida en su álbum de estudio debut, Bang the House (2015).

## Formatos
Versiones oficiales
1. «Baby, It's OK» (feat. Alexandra Stan) – 3:00
2. «Baby, It's OK» (feat. Alexandra Stan) [Video Edit] – 3:22
3. «Baby, It's OK» (feat. Alexandra Stan) [Radio Edit] – 2:22
4. «Baby, It's OK» (feat. Alexandra Stan) [Acoustic Version] – 3:40
5. «Baby, It's OK» (feat. Alexandra Stan) [Bodybangers Remix] – 5:11
6. «Baby, It's OK» (feat. Alexandra Stan) [Arnold Palmer Remix] – 4:42
7. «Baby, It's OK» (feat. Alexandra Stan) [Bodybangers Remix Edit] – 3:14
8. «Baby, It's OK» (feat. Alexandra Stan) [Dave Ramone Remix Radio Edit] – 3:32

## Personal
Créditos adaptados de las notas de Alesta.
| Créditos de composición y técnicos - Harry Wayne Casey – compositor - Davon Dixon – compositor - Patrick Greska – compositor, productor - Addis Mussa – compositor, coproductor - Manuela Necker – compositora - Andrei Nemirschi – compositor - Marcel Prodan – compositor - David Ritter – compositor, productor - Marcian Alin Soare – compositor - Rainer Wetenkamp – compositor, productor | Créditos vocales - Follow Your Instinct – voces principales - Alexandra Stan – artista invitada |

## Posicionamiento en listas
| Alemania | Official German Charts | 17 |
| Austria  | Ö3 Austria Top 40      | 31 |
| Rumania  | Airplay 100            | 90 |
| Suiza    | Schweizer Hitparade    | 44 |

## Lanzamiento

### Proceso
«Baby, It's OK» fue lanzado en formato físico en Alemania el 16 de agosto a través de Epic Records y Sony Music, siendo estrenado en Rumania ese mismo día por Cat Music. De manera adicional, Catchy Tunes Records lanzó un CD promocional en 2013, mientras que el estreno del sencillo en Japón fue en febrero de 2015 a través de Sony Music. Un EP de remezclas estuvo disponible en los Estados Unidos el 24 de septiembre de 2013 por Ultra Records.

### Historial
| Región         | Fecha                    | Formato          | Discográfica |
| -------------- | ------------------------ | ---------------- | ------------ |
| Alemania       | 16 de agosto de 2013     | CD               | Epic Sony    |
| Rumania        | 16 de agosto de 2013     | Descarga digital | Cat          |
| Suiza          | 2013                     | CD Promocional   | Catchy Tunes |
| Estados Unidos | 24 de septiembre de 2013 | EP de remezclas  | Ultra        |
| Japón          | 4 de febrero de 2015     | Descarga digital | Sony         |